# George Patrick Goold
George Patrick Goold (* 15. Mai 1922 in London; † 5. Dezember 2001 in Holyoke, Massachusetts) war ein britischer Klassischer Philologe mit dem Schwerpunkt Latinistik.

## Leben
Nach dem Besuch der St Clement Danes School, die sich damals noch in London befand, wurde Goold 1941 zum Militärdienst eingezogen und diente zuletzt als codebreaker in Bletchley Park. Danach begann er ein Studium der classics am University College London und schloss es mit dem B.A. ab. 1954 wurde er bei Otto Skutsch mit einem Kommentar zum ersten Buch der Astronomica des lateinischen Dichters Manilius und einer Übersetzung der gesamten Astronomica zum Ph.D. promoviert. 1955 nahm er eine erste Stelle als Professor of Classics an der Universität Kapstadt an und hielt seine Antrittsvorlesung auf Afrikaans. Von 1957 bis 1960 lehrte er an der University of Manitoba, danach bis 1965 am University College, Toronto. Es folgten die drei großen Professuren seiner Laufbahn. Von 1965 bis 1973 war er Professor of Greek and Latin an der Harvard University, dort auch Chairman of the Classics Department von 1971 an. 1973 ging er als Professor of Latin an das University College London. 1974 wurde er Herausgeber der Loeb Classical Library, eine Aufgabe, die er bis 1999 innehatte. Von 1978 bis 1992 war er schließlich William Lampson Professor of Latin Language and Literature an der Yale University. 
1986 war er Präsident der American Philological Association (nunmehr Society for Classical Studies), und 1994 wurde er zum Corresponding Fellow der British Academy gewählt.

## Forschungsschwerpunkte
Goolds Schwerpunkte waren die Überlieferungsgeschichte und vor allem die Textkritik insbesondere der lateinischen, gelegentlich aber auch der griechischen Dichtung, die in eine Unzahl kritischer Noten und verschiedene kritische Editionen mündeten (Catull, Manilius, Ovid, Properz, Vergil; im Griechischen der Roman des Chariton von Aphrodisias). Goold zählt damit zu den Housmanians der angelsächsischen Philologiegeschichte.

## Schriften (Auswahl)
Textkritische Editionen
- Catullus. Edited with introduction, translation and commentary. Duckworth, London 1983 (mit englischer Übersetzung).
  - Deutsche Ausgabe: Catullus, Sämtliche Gedichte lateinisch und deutsch. Hrsg. und kommentiert von G. P. Goold. Neu übersetzt von Carl Fischer. Nachwort von Bernhard Kytzler. Deutscher Taschenbuch Verlag, München 1987.
- M. Manilii Astronomica. Teubner, Leipzig 1985, zweite überarbeitete Auflage 1998 (maßgebliche textkritische Edition).
- Manilius, Astronomica. (= Loeb Classical Library. Band 469). London 1977 (mit englischer Übersetzung).
- Propertius, Elegies (= Loeb Classical Library. Band 18). Cambridge, MA: Harvard University Press, 1990 (mit englischer Übersetzung).
- Chariton, Callirhoe (= Loeb Classical Library. Band 481). Harvard University Press, Cambridge (MA) 1995, ISBN 0-674-99530-9 (mit englischer Übersetzung).
- Virgil, Aeneid VII-XII, Appendix Vergiliana. (= Loeb Classical Library. Band L064N). With an English translation by H. R. Fairclough, revised by G. P. Goold. Harvard Univ. Press, Cambridge (Mass.) 2000 (mit englischer Übersetzung).

Nachdruck
- Richard Bentley, Epistola ad Joannem Millium. University of Toronto Press, Toronto 1962 (Nachdruck mit umfassender Einleitung von G. P. Goold).

Artikel
- Otto Skutsch 1906–1990, in: Proceedings of the British Academy 87, 1994, 473–489, (online)